# Juxtachelifer fructuosus
Juxtachelifer fructuosus är en spindeldjursart som beskrevs av Clarence Clayton Hoff 1956. Juxtachelifer fructuosus ingår i släktet Juxtachelifer och familjen Withiidae. Inga underarter finns listade i Catalogue of Life.